# Guitare électrique
Pour un article plus général, voir Guitare.
La guitare électrique est un instrument de musique électromécanique dérivé de la guitare acoustique, qui produit des sons grâce à des cordes vibrantes métalliques, des capteurs électromagnétiques, un amplificateur électronique et un haut-parleur spécialement construits,.
Les musiciens français appellent micros les transducteurs de guitare électrique et ampli un ensemble qui comprend l'amplificateur et un haut-parleur monté généralement dans une caisse ouverte (baffle). Le musicien peut modifier le son par des potentiomètres sur l'instrument ou sur l'ampli et au moyen d'accessoires comme des pédales d'effets.
La lutherie d'une guitare électrique est un art radicalement différent de celui d'un instrument à cordes acoustique : il n'est pas nécessaire de transformer efficacement la vibration des cordes en onde sonore. Bien que le corps ne soit pas une caisse de résonance, il peut participer à la sonorité finale. Il peut être en matériau plein (solid body), ou creux comme celui d'une guitare acoustique (hollow body). Les cordes doivent être fabriquées en matériau magnétique (acier), mais elles peuvent être plus fines et moins tendues que pour un instrument acoustique. La lutherie de guitare électrique a développé des formes originales voire excentriques pour cet instrument électromécanique. La fabrication du ou des capteurs est un élément important dans la qualité du son, comme le sont plus encore les pédales d'effets, l'amplificateur et son haut-parleur.
La guitare électrique est surtout utilisée dans des genres musicaux apparus à l'époque de son invention ou après ; ses larges possibilités sonores ont eu une influence significative sur ces courants musicaux. Elle est un emblème du rock et un composant fréquent des orchestres de blues, rhythm and blues et de jazz, ainsi que des groupes pop et ensembles de musique de variétés.

## Histoire

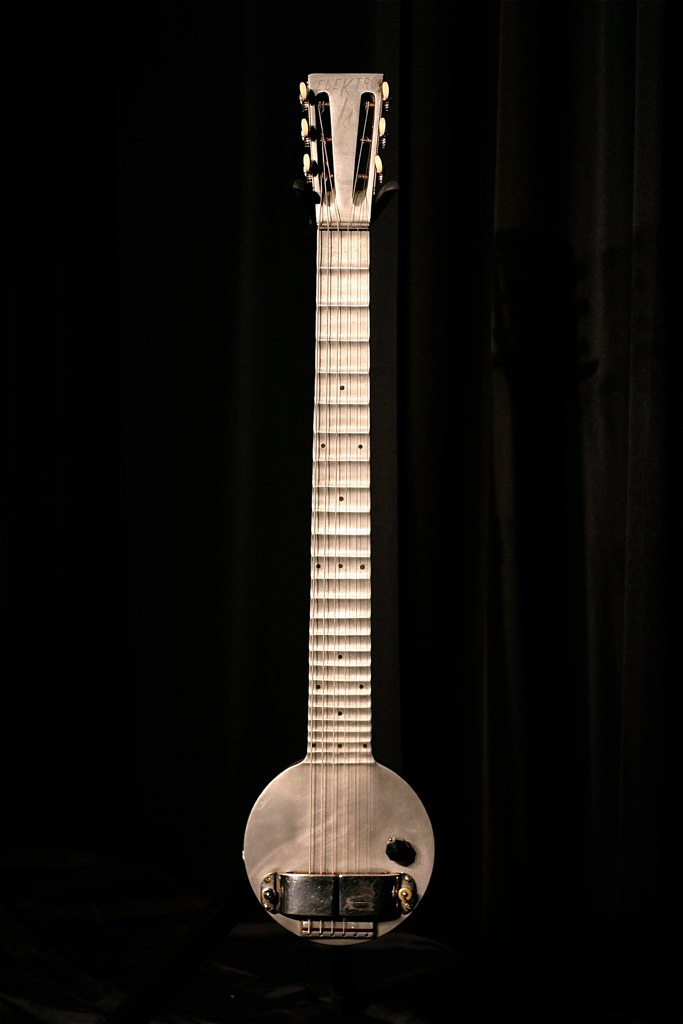
The "Frying Pan", 1932

L'invention de la guitare électrique a suivi de près celle de l'amplificateur électronique. Un brevet de capteur électromagnétique fut déposé en 1909 et accordé en 1911. Prévu pour le piano, il pouvait aussi bien s'appliquer à tout instrument à cordes en acier. Stromberg et Voisinet proposèrent, sans grand succès, la première guitare électrique en 1928.
Selon André Duchossoir, la première guitare électrique était un modèle acoustique muni d'un capteur électrostatique, réalisé par Lloyd Loar, alors luthier chez Gibson Guitar Corporation, Loar quitta la firme Gibson en 1924, poursuivit le développement des instruments à cordes acoustiques et électriques, et en breveta un avec un capteur électromagnétique, comme les guitares électriques actuelles, en 1934.
Les premiers musiciens à utiliser les guitares électriques travaillaient, soit dans de grandes formations, soit dans des orchestres de danse. L'amplification du son de la guitare leur permettait de sortir du rôle d'accompagnement rythmique, tenu à la guitare, au banjo ou à la mandoline, selon les genres musicaux, pour participer à l'orchestre à égalité avec les anches et les cuivres. On ajoutait un capteur et un amplificateur à des guitares qui conservaient leur lutherie acoustique. En 1936, Gibson lance l'ES-150, avec un capteur électromagnétique. Adopté par Charlie Christian, l'instrument, vendu 170 dollars (environ trois mois de salaire d'ouvrier à l'époque) complet avec son amplificateur, est le premier qui ait connu un succès commercial (504 exemplaires expédiés).

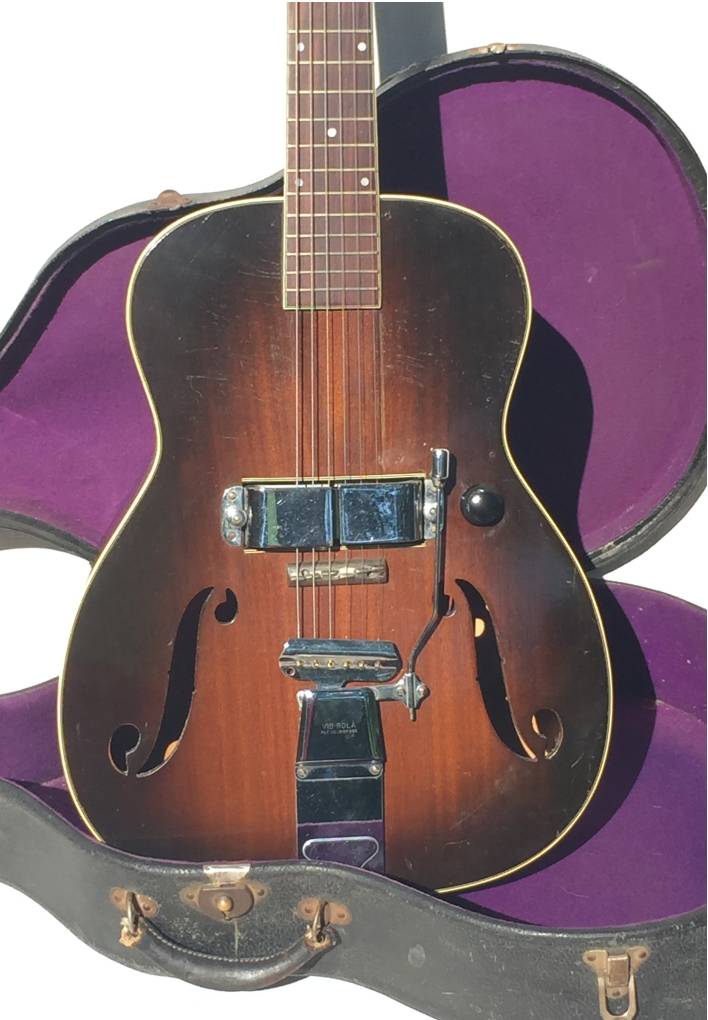
Electro-Spanish Ken Roberts, 1935

Paul Tutmarc (Audiovox) et Rickenbacker ont conçu et vendu dès les années 1930 des guitares électriques à corps plein, dites « solid body », par opposition à la guitare « hollow body » dont le corps présente une cavité. À partir de 1950, le solid body prédomine, avec les modèles Fender Telecaster, suivie en 1954 par la guitare électrique la plus répandue et copiée depuis lors : la Stratocaster, réalisations du luthier et électronicien Leo Fender, et la Gibson Les Paul conçue par le guitariste et inventeur Les Paul. Cette évolution suit le développement de la sonorisation, qui permet à de petites formations d'obtenir un niveau sonore comparable à celui des grands orchestres. La guitare solid body, moins susceptible que les électro-acoustiques et les hollow body aux sifflements de l'effet Larsen, convient mieux aux styles musicaux à niveaux sonores élevés.
L'apparition des guitares électriques  « solid body » reflète aussi la demande des musiciens, qui se sont rapidement aperçus que du point de vue du timbre, c'est un instrument différent de la guitare acoustique. Le son se prolonge plus longtemps (sustain), les cordes peuvent être peu tendues, permettant plus d'effets de cordes poussées (bend), le musicien peut modifier la sonorité par sélection des capteurs, par des boutons de réglage de tonalité et de volume, sur la guitare, ou le réglage de l'amplificateur (sensibilité, overdrive). Dans le courant des années 1960, l'exploration du timbre et de ses modifications se développe avec l'invention des pédales d'effet.
Inventée aux États-Unis, la guitare électrique s'est diffusée tout autour de la planète, sa fabrication aussi. La facture instrumentale italienne, déjà développée dans les années 1950, s'est emparée de ce nouvel instrument, citons Eko, Davoli, Crucianelli, Meazzi, Galanti. En Allemagne, où étaient stationnés de nombreux soldats américains, de beaux instruments ont été produits ; Höfner, Hoyer… Citons aussi Hagström en Suède, Ibanez au Japon...
En France les premiers luthiers de guitare électrique furent en 1956 les frères Jacobacci suivis en 1978 par Christophe Leduc, en 1980 par Patrice Vigier, et en 1982 par Lâg. De très nombreux artisans s'y installeront ensuite, contribuant à donner une renommée internationale à la lutherie française, citons Franck Cheval, Patrice Blanc, Maurice Dupont, Frédéric Pons et Alexandre Littee. Des luthiers français firent d'intéressantes innovations, comme la table flottante (Leduc), le manche 90/10 (90 % bois, 10 % carbone) ou le vibrato avec roulements à aiguilles (Vigier).

## Lutherie
Une guitare électrique comporte le plus souvent six cordes (mi, la, ré, sol, si, mi) en métal magnétique, dont trois — quatre pour les guitares de jazz —, les basses (mi, la, ré), sont filées, c'est-à-dire gainées par un enroulement de fil métallique qui les alourdit sans les rendre plus rigides. Les accordages sont ceux qui se pratiquent pour la guitare acoustique.
Il existe aussi des versions électriques des variantes plus rares de la guitare, et rien n'empêche d'innover en la matière. La liberté que donne le système de production électronique du son permet toutes les expérimentations. Il suffit, pour que l'instrument soit une guitare électrique, qu'il se joue comme une guitare acoustique.

### Corps
On classe souvent les guitares électriques par type de corps :
- les guitares à corps plein dites « solid body », très populaires dans le rock et la pop, sont celles qui se différencient le plus des instruments acoustiques, et offrent la plus grande variété de formes et de sonorités. On peut citer parmi les modèles les plus représentatifs Gibson SG et Les Paul, Fender Telecaster et Stratocaster ;
- les guitares demi-caisses ou quart de caisse dites semi hollow ou hollow body, avec ou sans poutre centrale, sont généralement identifiées au jazz et au blues. La Gibson ES-335 ou les Gretsch sont les exemples les plus connus ;
- les guitares à caisse dites « hollow » ont un caractère acoustique marqué, qui tend à réduire la durée du son moins prolongé (sustain), et à  accentuer l'attaque. Plus susceptibles à l'effet Larsen, elles se combinent mal aux niveaux sonores élevés et aux déplacements sur scène. Elles sont utilisées surtout en jazz. La Gibson ES-175 et la Gretsch 6120 sont des exemples très connus.

On peut classer ces guitares par le type de leur table, qui peut être bombée (arch top), sculptée (carved), plate (flat top), massive, laminée (plywood) et mise en forme à chaud.
La guitare électrique solid-body est très variée de forme et de technique de construction, car si les essences de bois, leur qualité, la masse de la guitare, le type d'assemblage du manche (collé / vissé / traversant), la lutherie (section et matériau des frettes, forme et matériaux du chevalet) choisis influent sur le son, aucune nécessité acoustique ne contraint la forme du corps. Les formes classiques ont été reprises, d'autres sont apparues, mais on trouve une multitude de guitares originales, notamment dans le heavy métal (Gibson Flying V et Explorer par exemple).

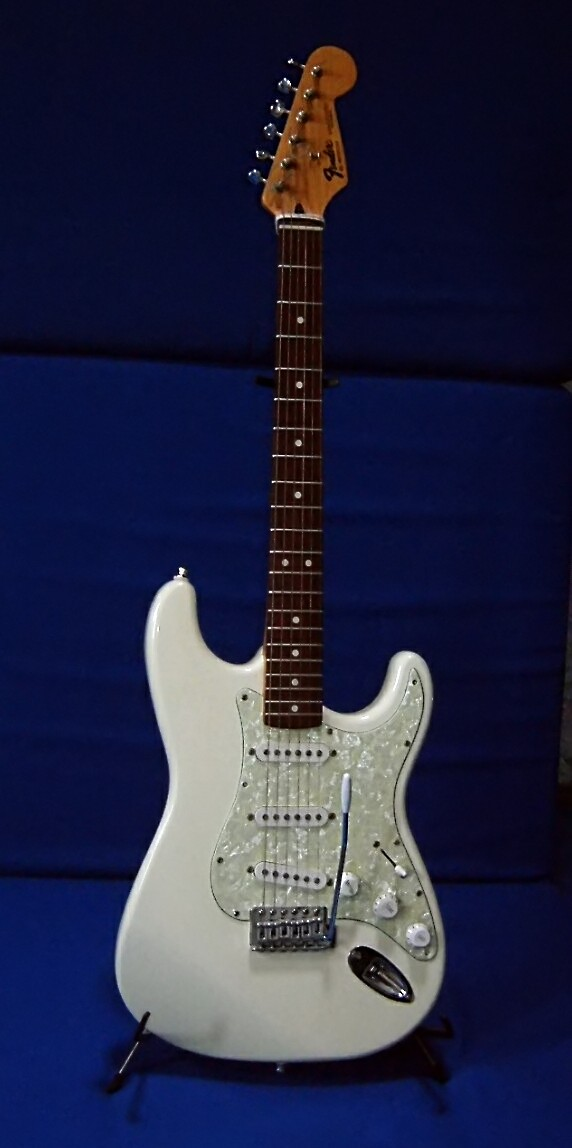
Fender Stratocaster.
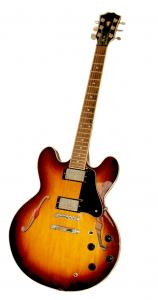
Gibson ES-335.
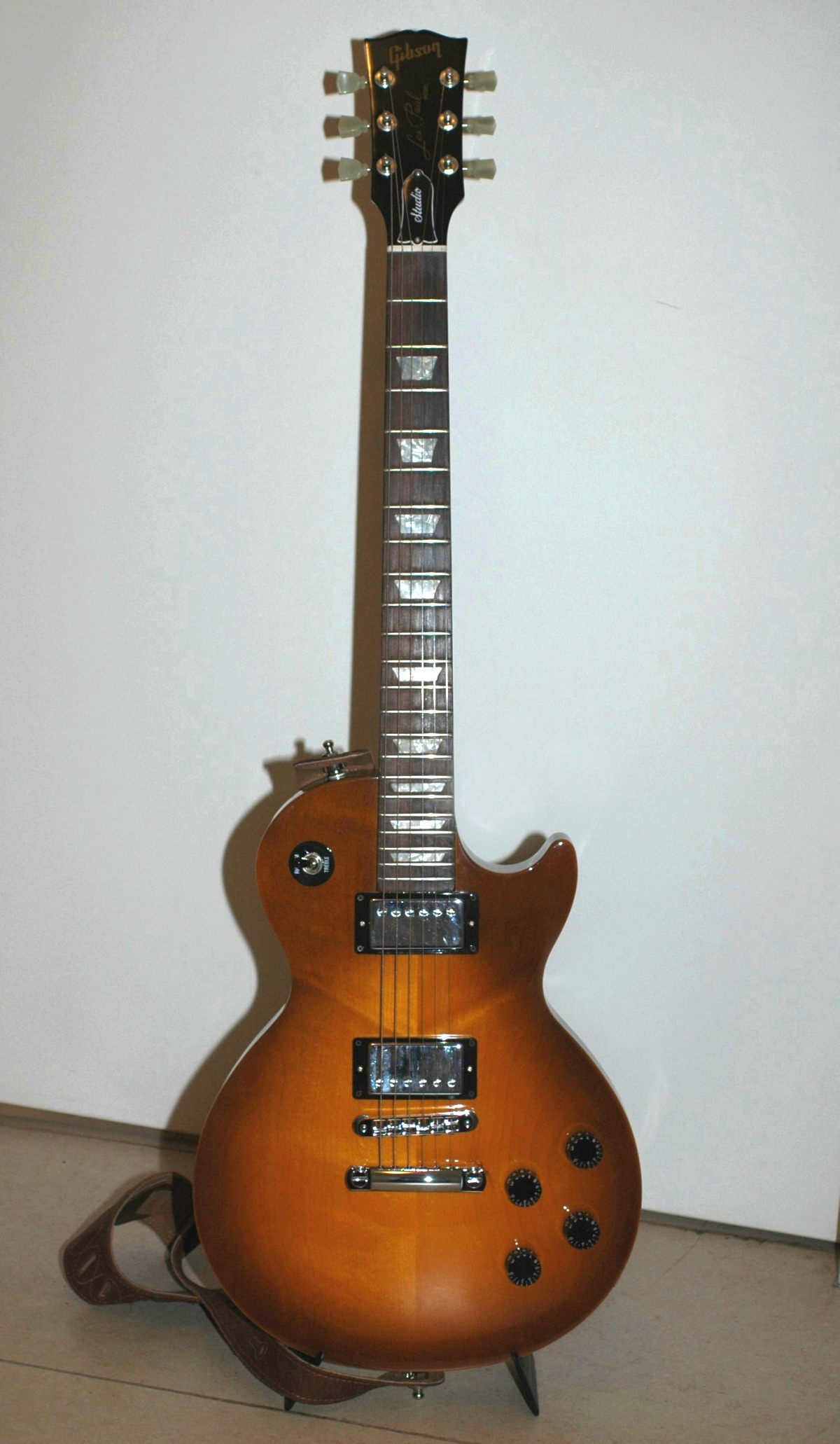
Les Paul.
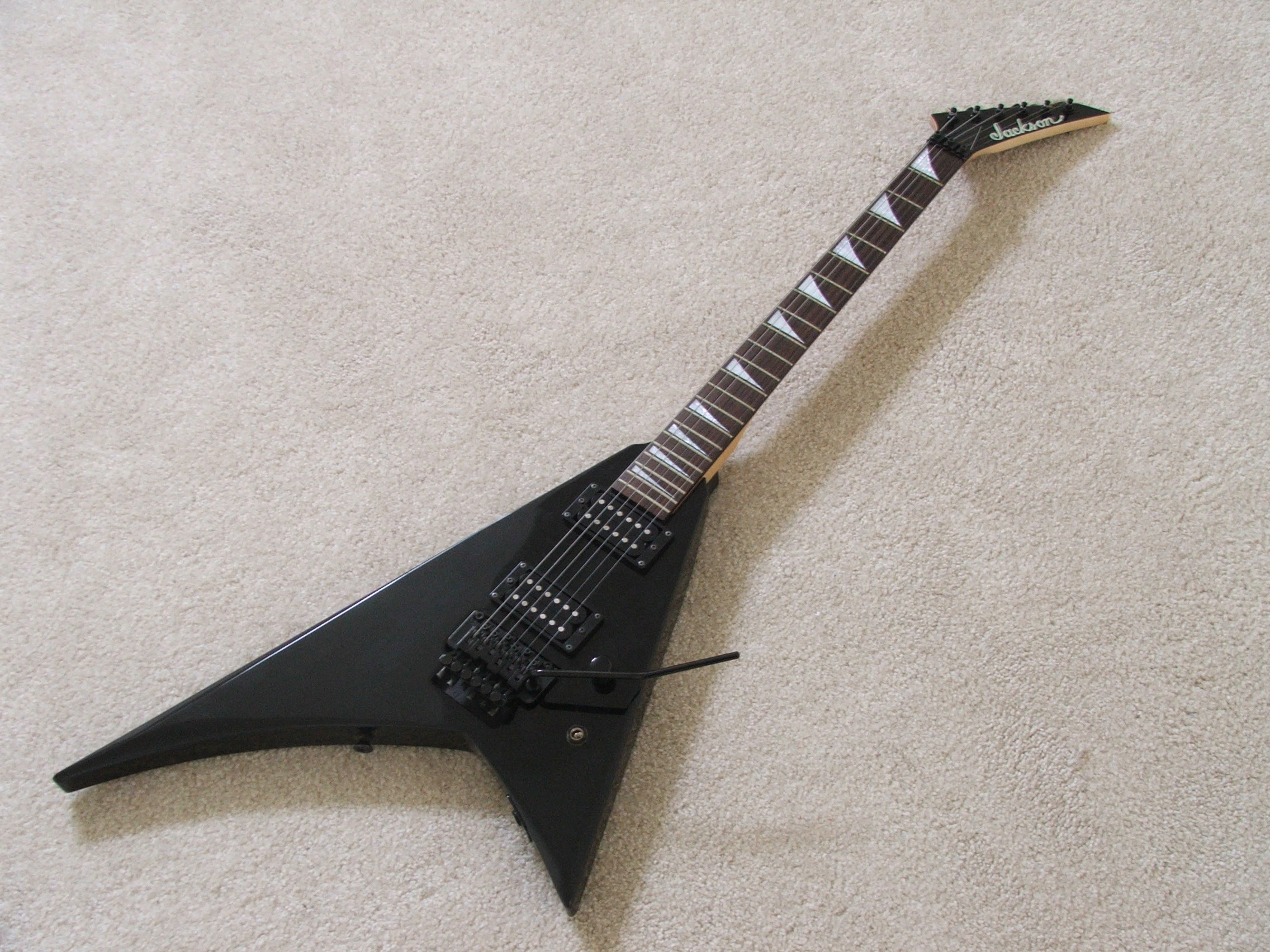
Jackson Rhoads.

### Le sillet, le chevalet, le cordier
Les cordes pincées à vides résonnent entre le sillet et le chevalet. Ils doivent être en matériau solide pour résister aux contraintes en tous sens et dur pour éviter d'amortir les vibrations. Les anciens luthiers utilisaient de l'ivoire ou de l'os, remplacés aujourd'hui par de la matière plastique.
- Le sillet est une barre perpendiculaire aux cordes en tête du manche, près des mécaniques. Il maintient les cordes en place dans des encoches.
- Le chevalet est fixé sur le corps de la guitare, vers le milieu de la table d'harmonie pour les instruments acoustiques.
- Le cordier est le dispositif de fixation des cordes du côté opposé aux mécaniques.

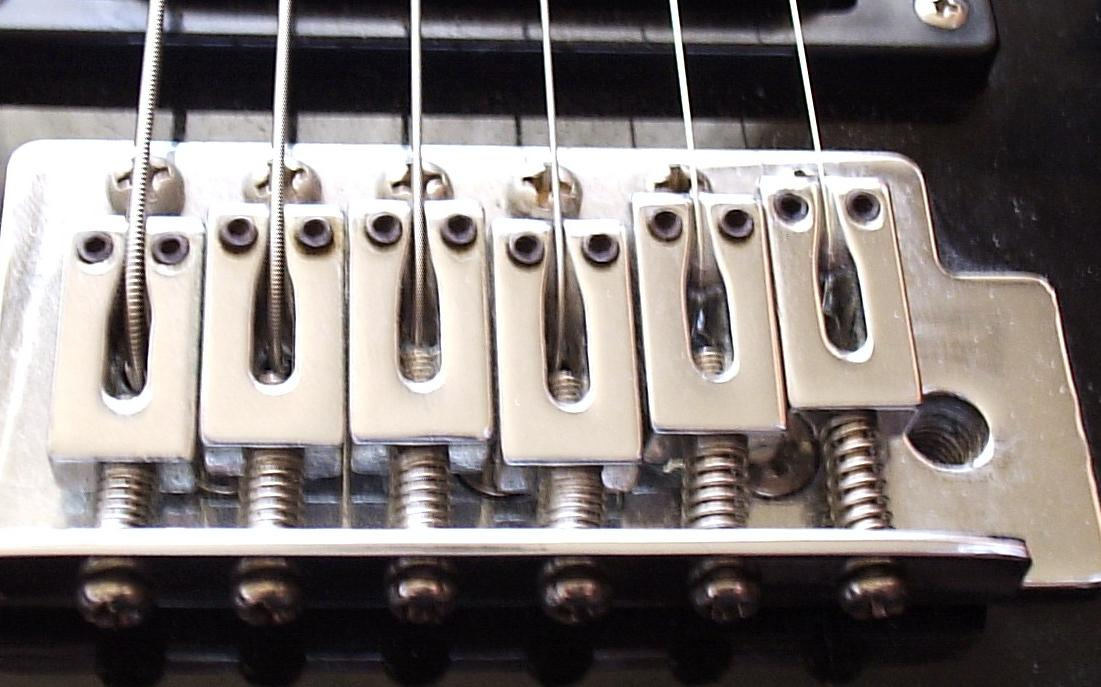
Chevalet-cordier vibrato standard à six points d'ancrage, avec réglage de l'intonation des cordes[réf. nécessaire].
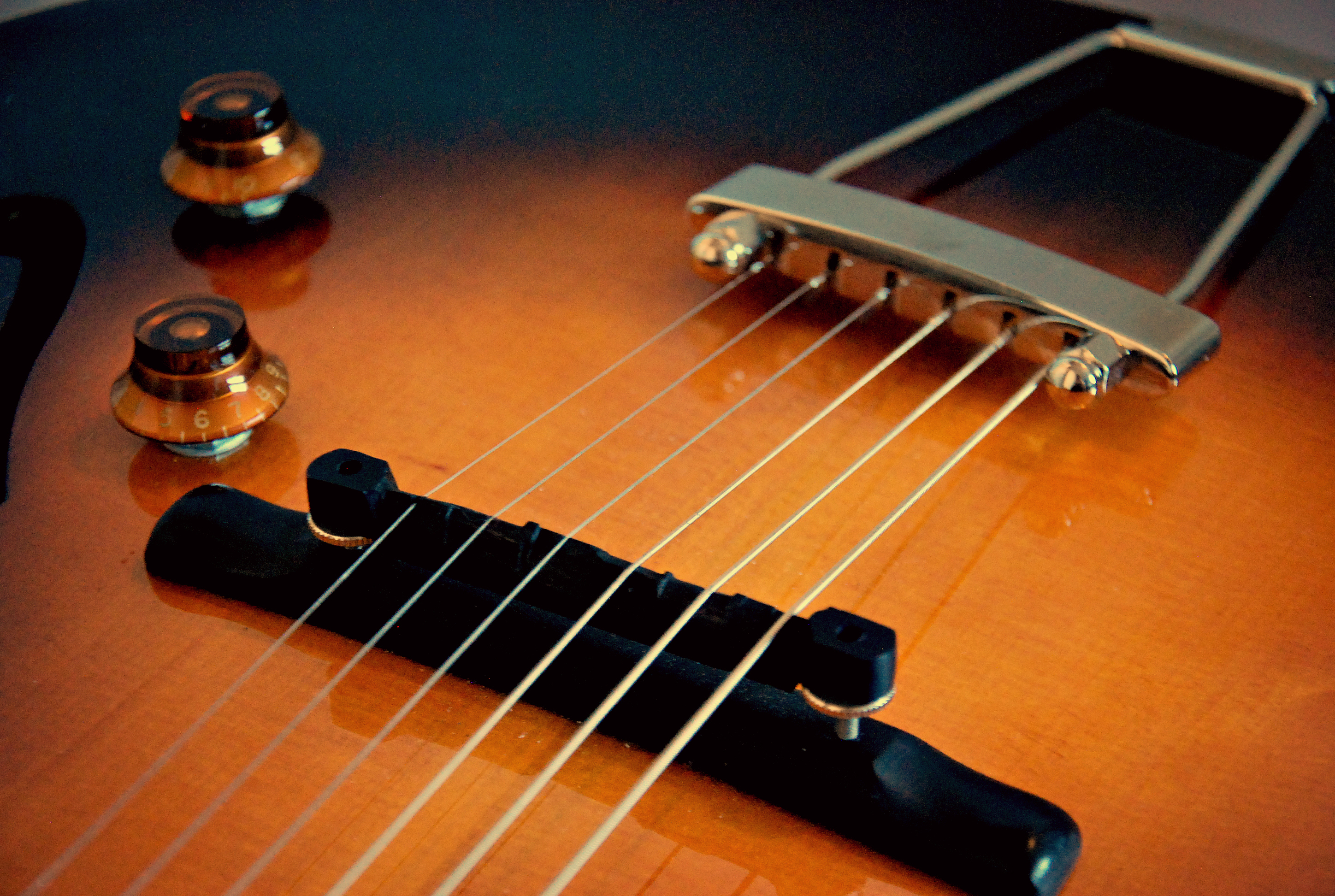
Cordier et chevalet séparés, avec réglage de la hauteur des cordes.
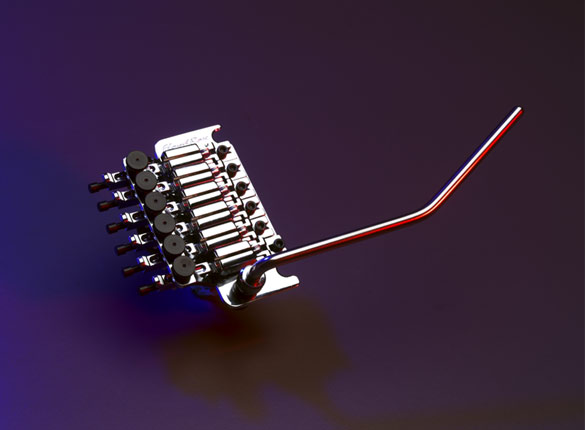
Un chevalet à couteaux classique et vibrato ; le « Floyd Rose ».

Beaucoup de guitares combinent le chevalet et le cordier. Certaines guitares utilisant des cordes à fort tirant les séparent, comme sur un violon. Le cordier est alors fixé au flanc de la caisse opposé au manche, et le chevalet en forme de pont peut être simplement placé au milieu du corps, obligeant à veiller à son réglage. Il faut que la corde à vide ait la bonne longueur, et le chevalet n'est pas exactement perpendiculaire aux cordes.
Certains chevalets de guitare électrique permettent de régler les cordes selon deux axes : 
1. l'axe parallèle aux cordes : les vis de réglage de l'harmonique qui tiennent les pontets permettent de faire en sorte que la corde sonne juste, quelle que soit la case où les doigts l'arrêtent. C'est le réglage de la compensation.
2. l'axe perpendiculaire au corps de la guitare : les vis de pontet permettent de positionner la corde à la hauteur convenable. C'est le réglage de l'action :
  - trop basses, elles frisent en vibrant contre les frettes, produisant un son parasite,
  - trop hautes, elles sont plus difficiles à fretter, et la tension accrue nécessaire pour les appuyer sur la frette porte préjudice à la justesse.

Les guitares acoustiques doivent extraire une puissance mécanique suffisante, ce qui oblige à employer des cordes relativement lourdes et tendues. Les guitares électriques peuvent utiliser, pour faciliter le jeu, des cordes à très faible tirant. Dans ce cas, les chevalets permettent de régler la justesse de chaque corde de façon indépendante afin que l'instrument sonne juste sur toute l'étendue du manche. Il faut reprendre ce réglage quand on change de modèle de cordes.
Les guitares électriques utilisent parfois un cordier à tambour ou une combinaison de cordier et de chevalet articulée. Un levier fait pivoter le dispositif, qu'on appelle vibrato, créant un bend simultané pour toutes les cordes. Certains dispositifs font aussi varier la hauteur des cordes au-dessus des capteurs. Le Floyd Rose est un type de chevalet qui résout le problème du désaccordage rapide dû à l'usage du vibrato.

#### La compensation
La compensation consiste à ajuster la longueur de la corde vibrante de telle manière que l'instrument sonne juste sur l'intégralité de sa tessiture.
Théoriquement, la distance entre le chevalet et la 12e frette doit être la même qu'entre la douzième frette et le sillet. Ainsi, la longueur de la corde étant divisée par deux, le douzième demi-ton correspond à l'octave. En réalité, lorsqu'on pince une corde métallique sur le manche à la douzième case, avec ces distances strictement égales, la fréquence fondamentale du son résultant n'est pas exactement le double de celle de la corde à vide, pour plusieurs raisons.
D'autre part, l'octave musicale, n'est pas l'octave mathématique. Le son résultant sera perçu comme juste avec un écart un peu supérieur à la multiplication par deux de la fréquence fondamentale (voir inharmonicité du piano). Cette inharmonicité est peu sensible pour la guitare, mais il faut en retenir que la justesse d'une note se règle à l'oreille.
On recule donc le chevalet un peu au-delà de la longueur théorique du diapason de l'instrument, de sorte que la longueur vibrante de la corde frettée à la douzième case soit un peu plus longue que la moitié de la corde à vide, et que la note frettée à la case 12 soit juste. On obtient ainsi un instrument à la justesse acceptable pour l'oreille sur l'ensemble du manche. L'importance de cette compensation varie selon la hauteur du chevalet, la longueur de la corde et son élasticité. L'élasticité de la corde, c'est-à-dire la proportion dans laquelle elle s'allonge avec une traction donnée, dépend du diamètre (du diamètre de l'âme pour les cordes filées) et du matériau. Aussi, lorsqu'on change les cordes pour un jeu nettement plus raide ou plus souple, il faut effectuer le réglage de compensation.

#### Vibrato
Certaines guitares électriques disposent d'un chevalet acceptant un vibrato (whammy bar en anglais) pour réaliser des bends et des vibrato. Dans ce cas, le chevalet est mobile et la position du sillet dépend de la tension des cordes ; le réglage de la compensation (et de l'action) pour ces guitares en est rendu plus sensible, par rapport aux cordes utilisées et à l'accordage.

### Multidiapason

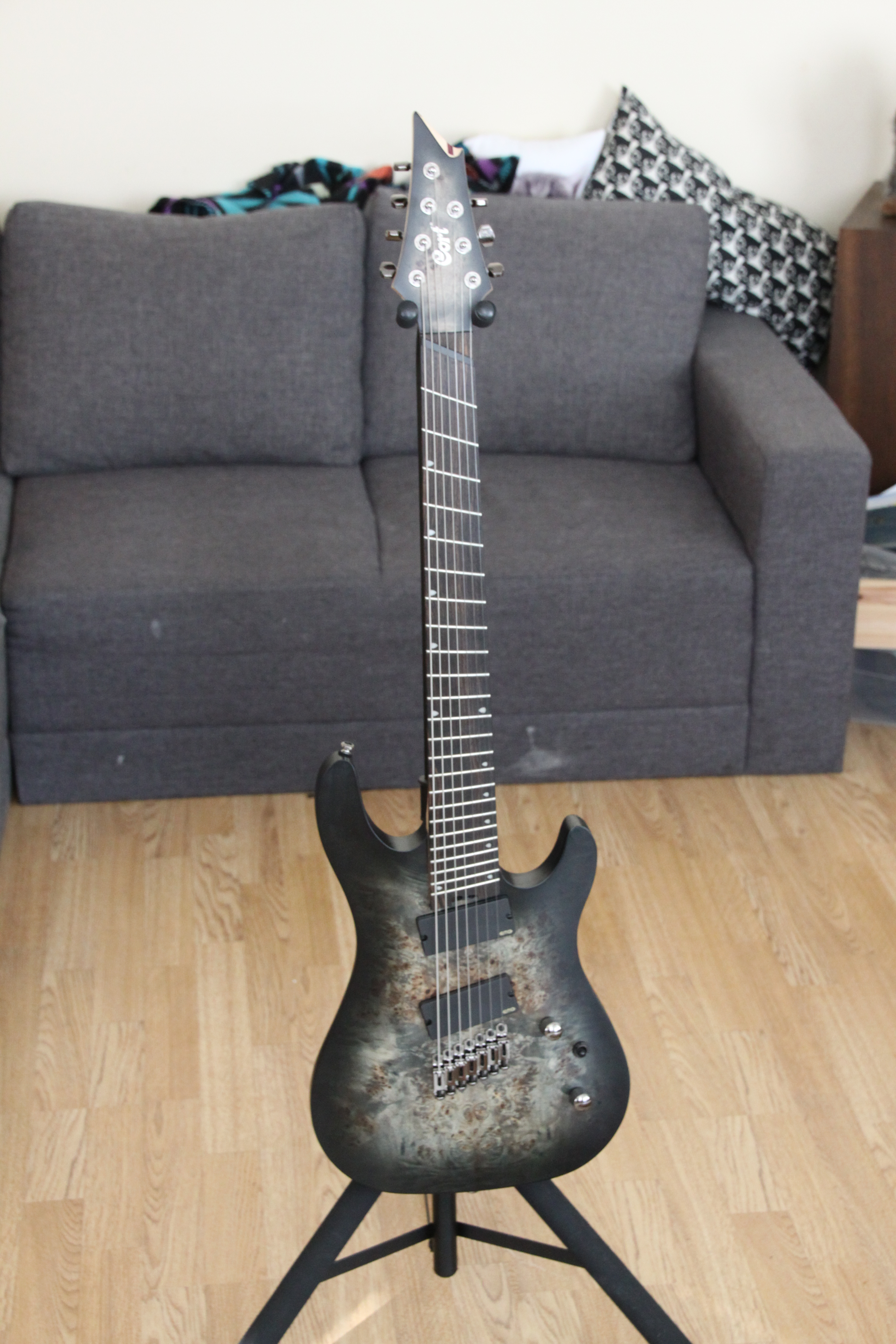
Guitare électrique multidiapason à sept cordes.

Les guitares (et basses) multidiapson, également appelées guitares avec frettes en éventail (fanned frets en anglais) sont des instruments où chaque corde a une longueur vibrante différente : le diapason est plus grand pour les graves et plus court pour les aigus. Cela permet d'utiliser des accordages plus graves tout en gardant une bonne tension des cordes.

### Type de capteurs

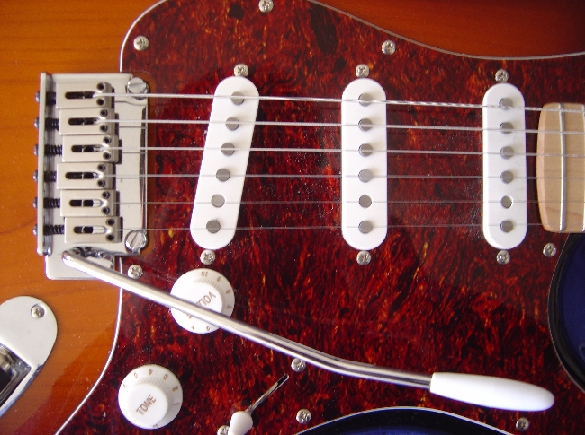
Trois capteurs (« micros ») de type simple bobinage sur une Stratocaster.

Contrairement aux microphones qui transforment un son en signal électrique, les capteurs (appelés micros,, en France, micros, ou pickups au Québec) de guitare électrique réagissent directement à la vibration des cordes. Ils se composent d'un aimant, produisant un champ magnétique dans lequel baignent les cordes en acier de l'instrument, et d'un bobinage. La vibration des cordes fabriquées dans un matériau magnétique provoque une variation du champ qui détermine, dans le bobinage, une force électromotrice qui constitue le signal, transmis ensuite à un dispositif d'amplification.

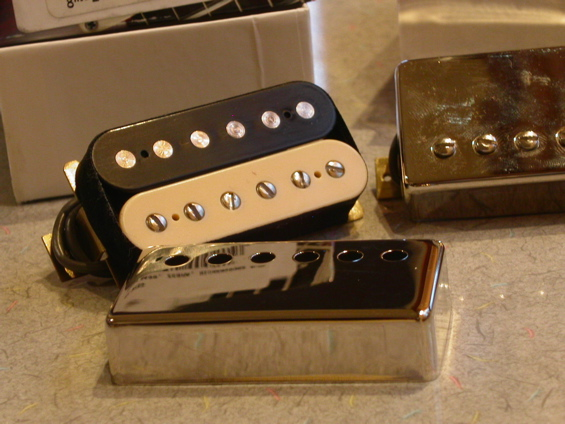
Capteur de type Humbucker (double bobinage) et son capot de protection.

Les deux formes les plus courantes pour les guitares électriques sont les micros à bobinage simple et à bobinage double :
1. Les micros à bobinage simple, en anglais single coil (typiques des débuts et de la marque Fender) donnent un son riche en harmoniques élevées, mais sont sensibles aux perturbations électromagnétiques ambiantes (le « hum » produit par les transformateurs, écrans vidéo, tubes néon, téléphones…).
2. Les capteurs à bobinage double dits humbuckers ont été inventés pour éliminer les ronflements (« hum » en anglais) qui affectent les capteurs à bobinage simple. Ils comportent côte à côte deux capteurs à bobinage simple inversés tant pour l'orientation de leur aimant permanent que pour celle de leur bobine, de sorte que le niveau de sortie du signal musical des deux bobines s'additionnent, puisque, à part les harmoniques élevées qui peuvent avoir une influence différente sur les deux parties, celles-ci travaillent ensemble, tout en atténuant considérablement l'effet des perturbations électromagnétiques extérieures, qui ont un effet opposé sur chacune des deux bobines. Ils fournissent un son considéré comme plus chaud et plus puissant.

Les guitaristes peuvent régler les micros en hauteur, plus ou moins près des cordes, grâce à deux vis situées à leurs extrémités : 
- près des cordes, le niveau de sortie est plus élevé mais l'aimantation du capteur peut perturber la vibration de la corde[réf. nécessaire] ;
- plus éloigné, le niveau sera moins élevé, les parasites et le bourdonnement (hum) prennent plus d'importance ;
- l'inclinaison par rapport aux cordes ou le réglage indépendant de la hauteur des aimants permettent d'ajuster l'équilibre entre cordes de basses et cordes d'aigues.

La position des capteurs sur l'instrument a une grande importance dans le son. La détermination des emplacements fait partie de l'art du luthier de guitare électrique.
Les fabricants proposent des valeurs optimales de hauteur de capteurs.

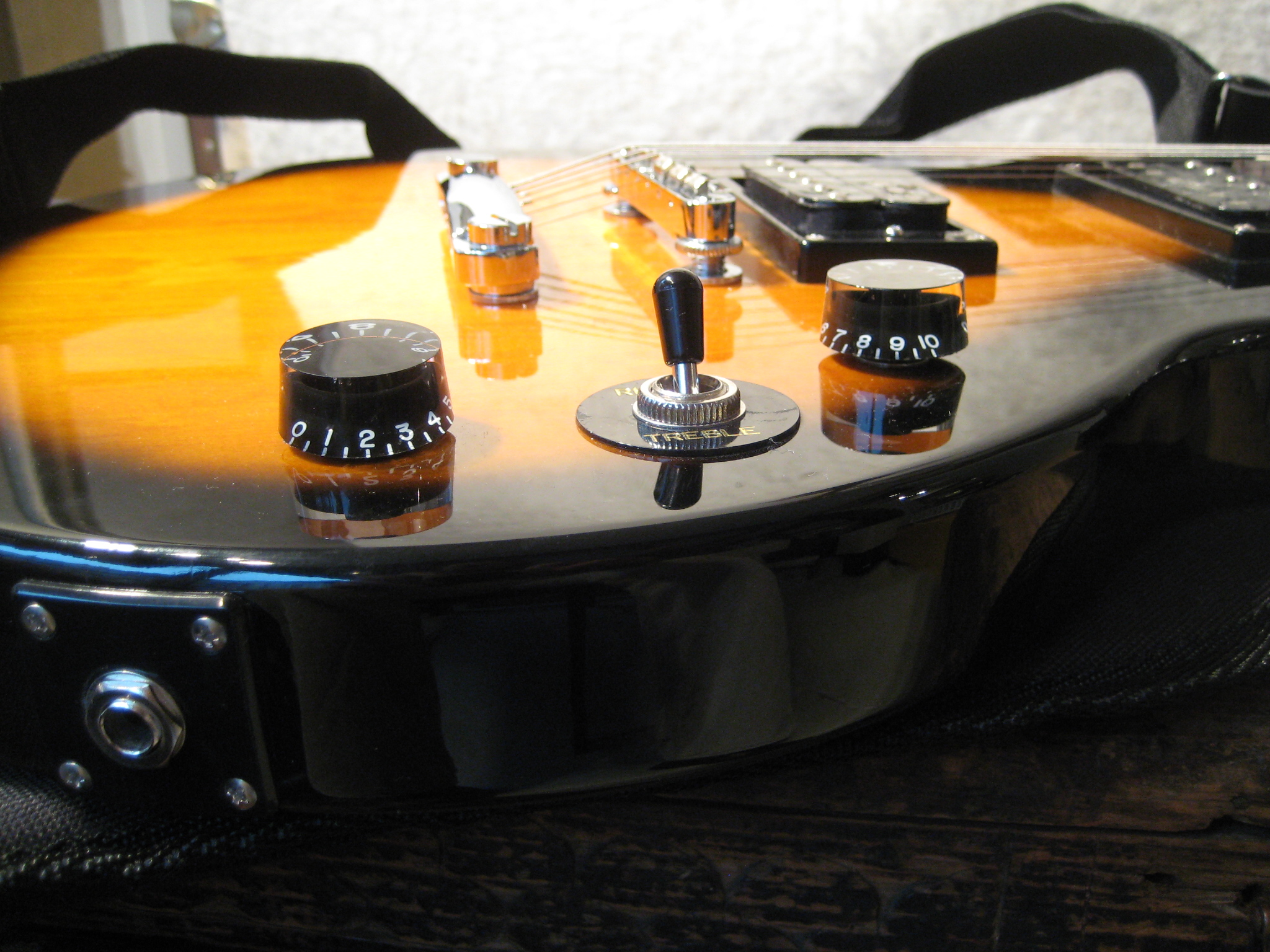
Potentiomètres de contrôle sur une Epiphone Les Paul : volume (à droite), tonalité (à gauche), et sélecteur de micros (au milieu).

Des boutons de contrôle, potentiomètres et inverseurs, placés sur le corps de la guitare permettent d'en modifier la sonorité. Ces contrôles permettent généralement de modifier le volume, de sélectionner les micros (dont le timbre varie en fonction de leur distance au cordier) ou d'ajuster la tonalité de l'instrument par un filtre passe-bas.
Le propre d'une guitare électrique est de produire directement un signal électrique susceptible d'altérations. La diversité des effets possibles avec une guitare électrique en fait un instrument très polyvalent.

### Amplificateur

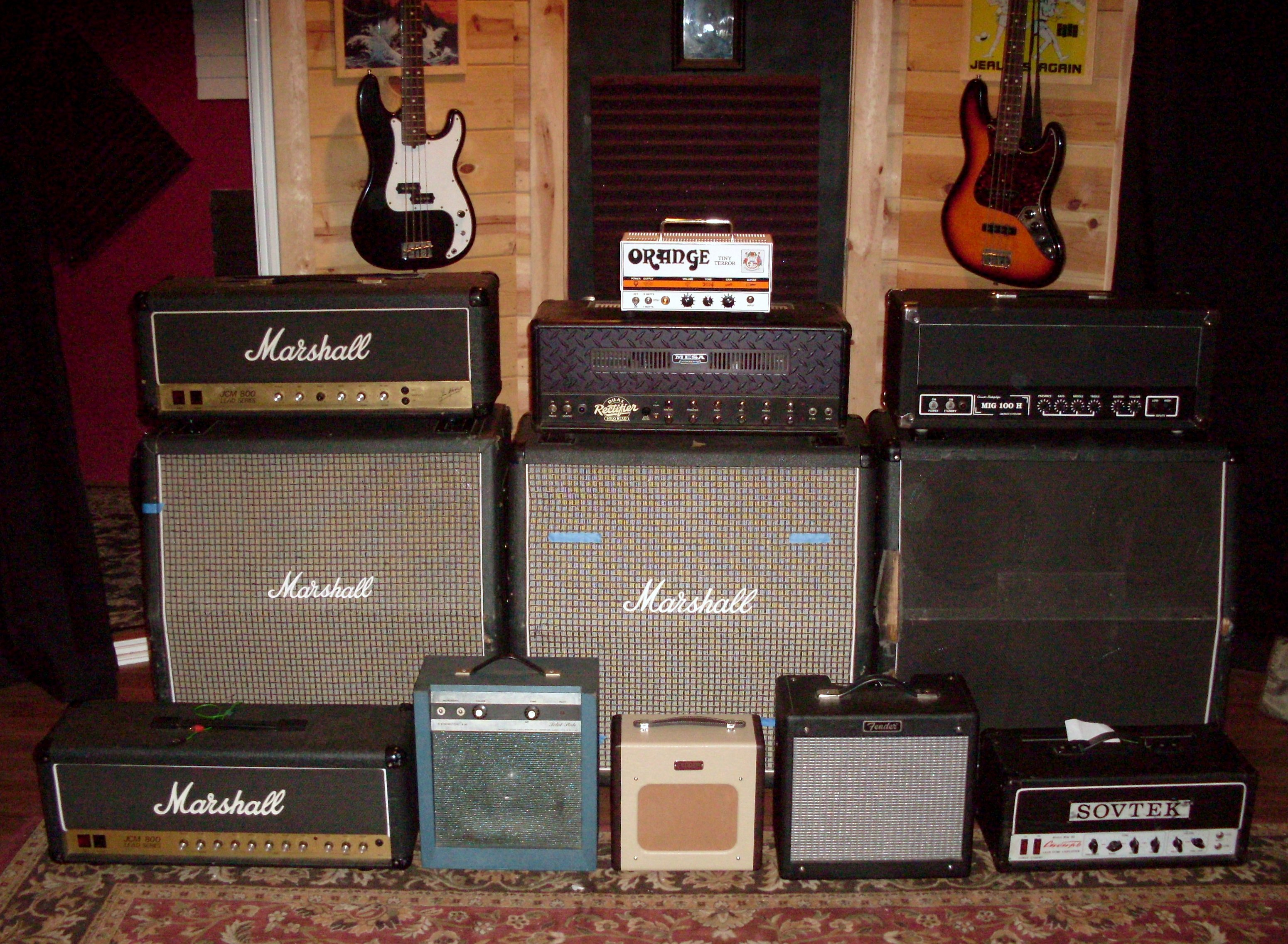
Différents amplificateurs pour guitare électrique dans un studio d'enregistrement (2008).

L'amplificateur permet d'amplifier le faible signal électrique que fournit la guitare, pour pouvoir délivrer en sortie assez de puissance pour qu'un haut-parleur ou un casque donnent du son. On distingue deux « étages » ayant chacun un rôle distinct : le préamplificateur ou préampli augmente l'amplitude du signal, l'amplificateur de puissance augmente l'intensité, donc la puissance disponible.
Le préampli reçoit de l'instrument un signal de très faible puissance et très variable, dont il va multiplier l'amplitude plusieurs dizaines de fois. Cet étage est d'une importance capitale pour les guitaristes et les bassistes. À la différence des préamplis Hi-Fi, on ne recherche pas une multiplication exacte de l'amplitude du signal. Les constructeurs déterminent la configuration des étages à tubes ou à transistors, ou les systèmes numériques qui les imitent, pour obtenir une distorsion et un sustain qui constituent un son musical caractéristique. Le préampli comporte le plus souvent un réglage de volume, qui permet d'ajuster celui-ci sans toucher aux potentiomètres de volume présents sur la plupart des guitares, qui diminuent le faible signal de l'instrument et le rendent plus sensible aux perturbations. Les corrections de tonalité sont réalisées facilement dans le préampli, le plus souvent par un simple circuit de Baxandall (en). Un potentiomètre généralement désigné par overdrive permet d'augmenter le gain du préamplificateur, donc la distorsion, avant de réduire le niveau par un atténuateur, de façon à ne pas trop affecter le volume.
Le signal sortant du préamplificateur est injecté dans l'étage de puissance, qui se charge d'augmenter le signal en courant, permettant d'alimenter un ou plusieurs haut-parleurs, qui sont la deuxième partie de l'ampli de guitare qui participe de façon déterminante au son.
Certain « couples » guitare/amplificateur ont été popularisés par différents artistes :[réf. nécessaire]
- Fender Stratocaster / Vox AC 30 : Hank Marvin ;
- Fender Stratocaster / Marshall à lampes double corps : Jimi Hendrix ;
- Gibson Les Paul / Marshall : Jimmy Page ;
- Gibson SG / Marshall : Angus Young ;
- Fender Telecaster / Roland Jazz-chorus JC-120 : Andy Summers ;
- ESP (micros EMG) /Mesa Boogie : Kirk Hammett et James Hetfield ;
- Fender Stratocaster / Fender Twin Reverb : Stevie Ray Vaughan ;
- Fender Stratocaster / Hiwatt : David Gilmour ;
- Fender Stratocaster / Fender Vibrolux : Mark Knopfler.

### Effets

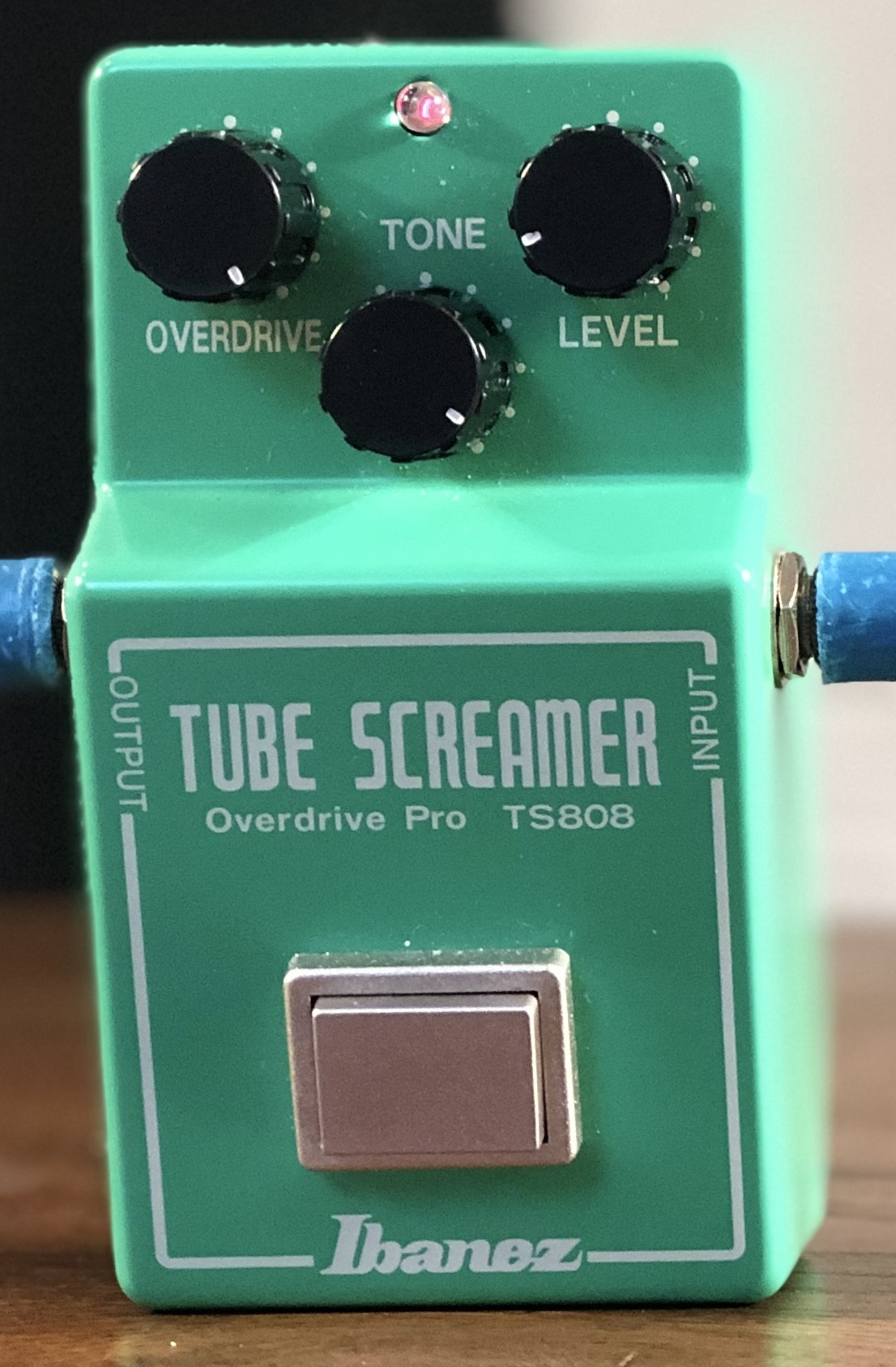
Une pédale d'effet d'overdrive, la Tube Screamer TS808.

Le niveau de sortie de crête d'un capteur de guitare électrique varie entre 0,1 mV pour une attaque légère d'une corde et plus d'1 V pour un brossage vigoureux des six cordes. Cette dynamique de plus de 80 décibels dépasse les capacités de traitement linéaire des premiers amplificateurs. Les musiciens ont rapidement appris à jouer avec les contraintes qu'imposait ces distorsions électroniques et à en tirer parti. Les ingénieurs se sont efforcés de réduire ces défauts de traitement du signal, et sont parvenus, à la généralisation des transistors dans les années 1960, à fabriquer des amplificateurs d'une grande fidélité. Mais ce n'est pas ce que les musiciens souhaitaient, si l'on en juge par le succès continu des amplificateurs à tube. Le son d'une guitare électrique ne peut pas être celui d'une guitare acoustique, du fait du principe des capteurs électromagnétiques et du peu d'importance de la résonance acoustique ; pour se rapprocher du son acoustique, on a fabriqué des capteurs piezoélectriques de chevalet pour des guitares électro-acoustiques. Entretemps, les musiciens avaient créé une culture de la guitare électrique ouverte sur d'autres expérimentations.
Les premiers amplificateurs souffraient d'une non-linéarité assez importante, résultant en distorsion d'intermodulation. Cette distorsion fait apparaître, lorsqu'on joue deux notes ensemble, des tons supplémentaires, de fréquences égales à la différence entre les notes jouées. Ces tons peuvent être déplaisants. Cette caractéristique des amplificateurs peut avoir contribué à la création du solo de guitare une note à la fois, à l'image des clarinettes, saxophones et trompettes dans les orchestres de jazz, et à l'abandon du jeu à plusieurs notes — à l'exemple du piano — qui existait auparavant en milieu rural (fingerpicking).
Considérant la guitare électrique comme un instrument différent, tant par son timbre que par son rôle dans l'orchestre, les musiciens ont, dès les débuts, tiré parti du son obtenu en chargeant l'entrée de l'amplificateur pour le faire travailler largement hors de la zone où il est approximativement linéaire.
L'effet Larsen est une conséquence en général indésirable de la ré-injection en boucle d'un son déjà amplifié, via le(s) capteur(s) de l'instrument relié à cet amplificateur. Il naît alors un son strident, dont l'amplitude croît jusqu'à la saturation. Certains musiciens contrôlent ce couplage acoustique pour prolonger la note, comme Jimi Hendrix, Carlos Santana, ou encore Joe Satriani.

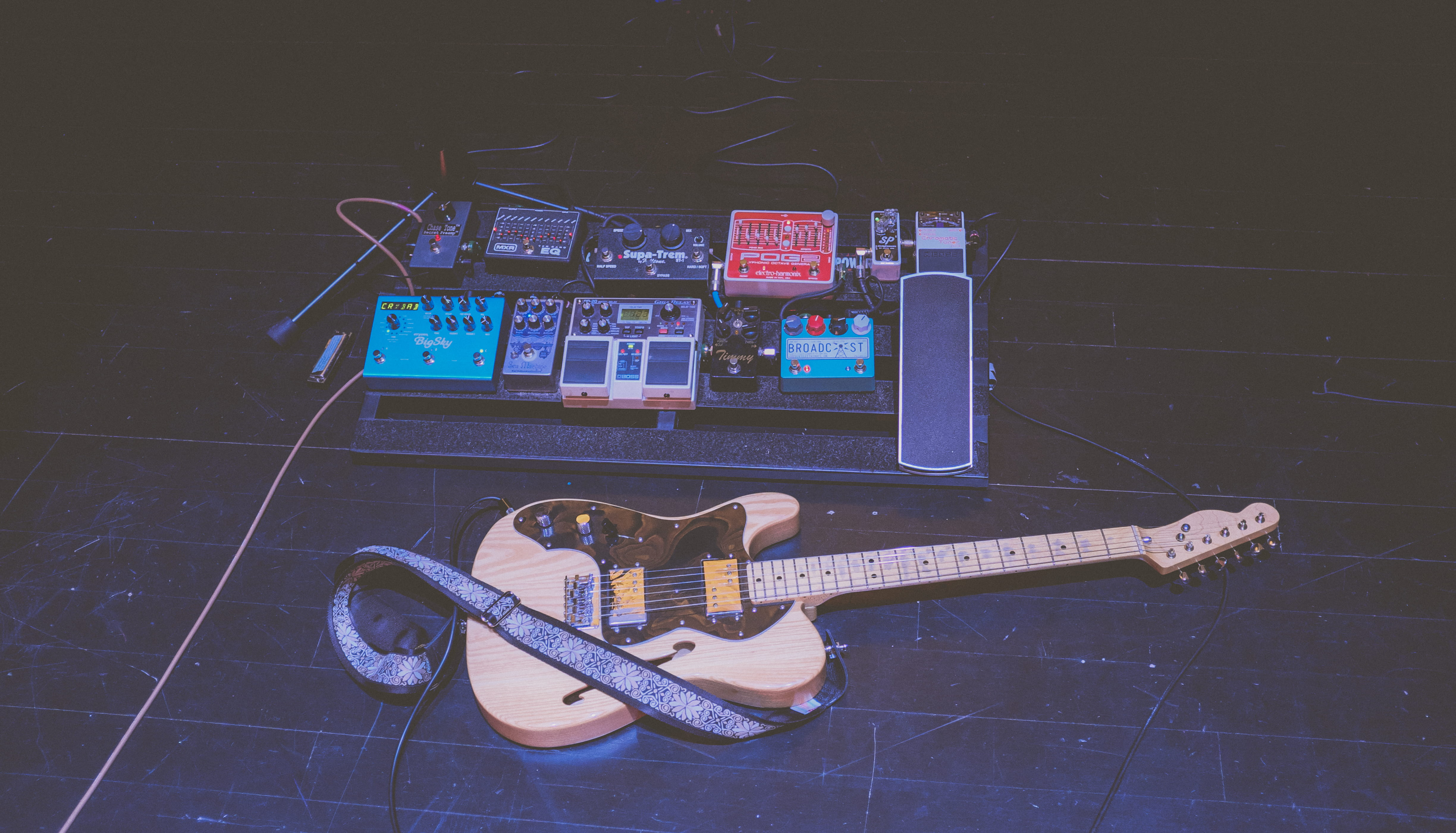
Une Telecaster thinline à côté d'un pedalboard rempli de pédales d'effet.

Dans les années 1960, aux effets obtenus grâce aux techniques de jeu pour guitare et au contrôle de l'amplification ainsi que de sa surcharge (overdrive), se sont ajoutés une très large palette d'altérations du son en continu basé sur le traitement du signal électrique fourni par les capteurs. Des pédales d'effets ou des boîtiers en rack ajoutent les effets extérieurs. Les pédales peuvent être regroupées sur un pedalboard afin de pouvoir les transporter et les activer facilement.
Chaque fabricant donne à sa création un nom particulier, qui est à la fois un nom commercial et la désignation utile d'un effet.
Les grandes familles d'effets sont :

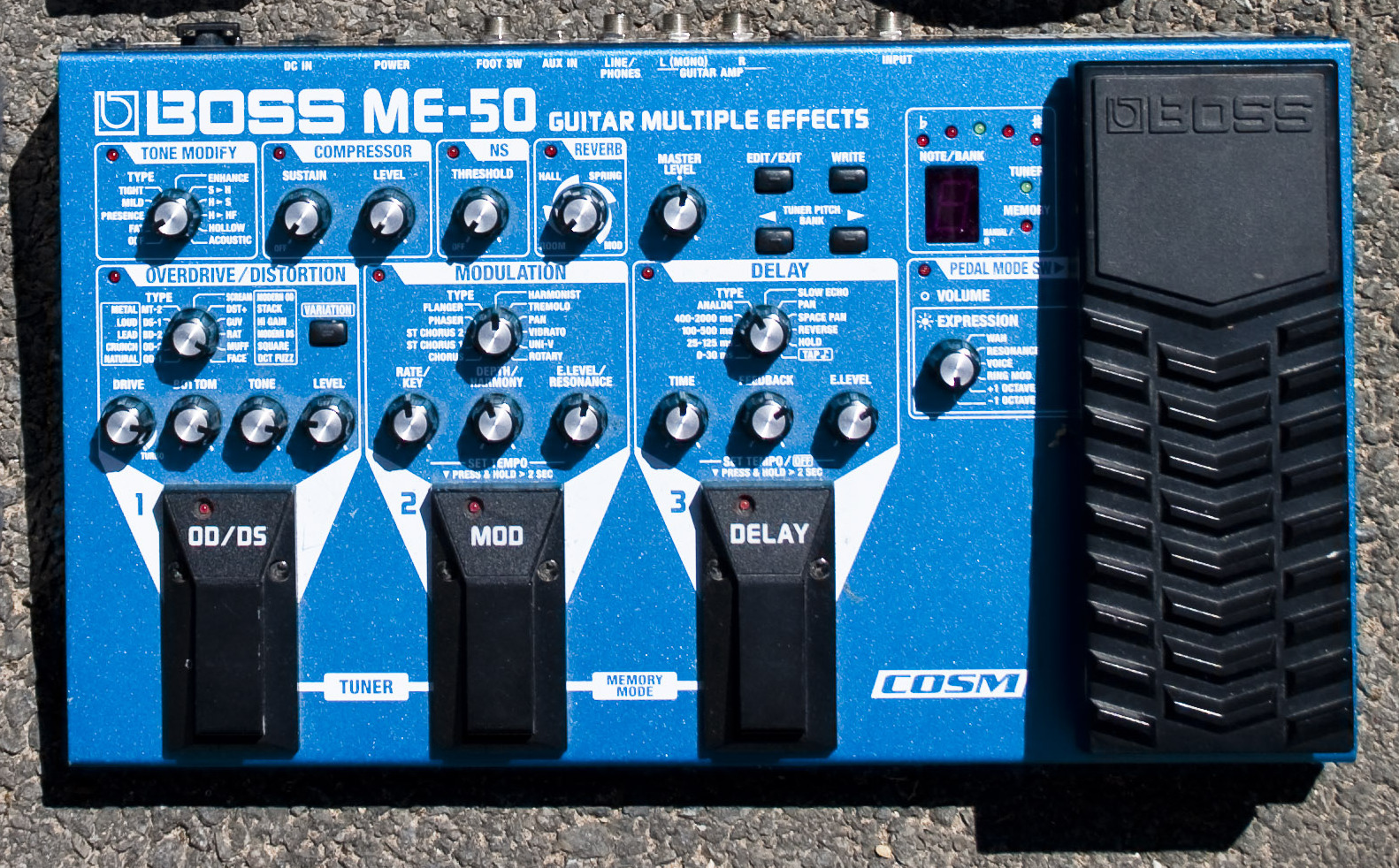
Un multi-effets pour guitare électrique, le Boss ME-50.

- ceux basés sur la surcharge d'un amplificateur, nommés  Overdrive (au sens propre), distorsion (par métonymie), et, à l'extrême, la saturation ou fuzz. La surcharge a pour conséquence inévitable une compression et une prolongation du son. Selon les caractéristiques de l'amplificateur utilisé, le résultat peut être très différent. La surcharge d'un amplificateur à tubes, celle d'un amplificateur à transistors, la distorsion obtenue en insérant des diodes, ont des compositions harmoniques très différentes. À l'origine produit par l'amplificateur, l'effet est aussi disponible en pédale, permettant une grande variété de sons distinctifs. La surcharge modérée s'entend dans le blues et le jazz, elle se fait plus vigoureuse dans le rock, le hard rock, le heavy metal et le rock psychédélique ;
- le treble booster, qui amplifie les fréquences aigües, s'utilise généralement pour pousser la saturation d'un amplificateur à lampes ;
- le trémolo permet de faire varier périodiquement plusieurs fois par seconde le volume du signal, il a été souvent intégré dans les amplificateurs ;
- le vibrato fait varier périodiquement plusieurs fois par seconde la hauteur du son ; il est proche du chorus ;
- la wah-wah, filtre passe-bande à fréquence centrale variable par une pédale à action progressive comme les pédales d'expression des orgues : si la pédale est baissée, les aigus sont favorisés, si elle est levée, ce sont les graves. Actionnée en même temps que le musicien joue les notes, elle donne le son « oua-oua » qui la désigne ;
- la réverbération, et les chambres d'écho simulent, dans leur concept d'origine, l'effet que peut produire l'émission d'un son dans un grand espace. Les musiciens en ont aussi fait un usage créatif en manipulant, sans référence à des locaux réellement existants, les paramètres de reproduction du son avec décalage dans le temps ;
- le chorus et le flanger ajoutent au son de la guitare de légères perturbations en temps et en fréquence du son original, ce qui donne l'impression que plusieurs guitaristes jouent la même chose ;
- le phaser réinjecte du signal avec variation de phase dans le circuit. Le signal original se retrouve mixé avec un signal retardé et filtré selon plusieurs fréquences et un modulateur basse fréquence crée la modulation par une onde sinusoïdale ;
- le compresseur permet de limiter la plage dynamique de la guitare. Il favorise ainsi le sustain et le larsen ;
- l'octaver permet d'ajouter un doublage du signal à une ou plusieurs octaves au-dessus ou en dessous de celui joué ;
- l'UniVibe est essentiellement un phaser modifié pour émuler dans une pédale l'effet des encombrantes enceintes Leslie ;
- la cabine Leslie ou rotary, son tournant, au départ fait mécaniquement par deux baffles orientés vers le haut sur lesquels tournait un capot avec une sortie d'une grande ouverture de diffusion pour les graves et une plus petite pour les aiguës, disposant de trois vitesses de rotation. Il est devenu électronique sur des effets de sol ou son cabines ;
- l'harmoniseur permet d'ajouter une ou plusieurs voix en harmonie (tierce, quinte, …).

## Sociologie

### Guitare et masculinité

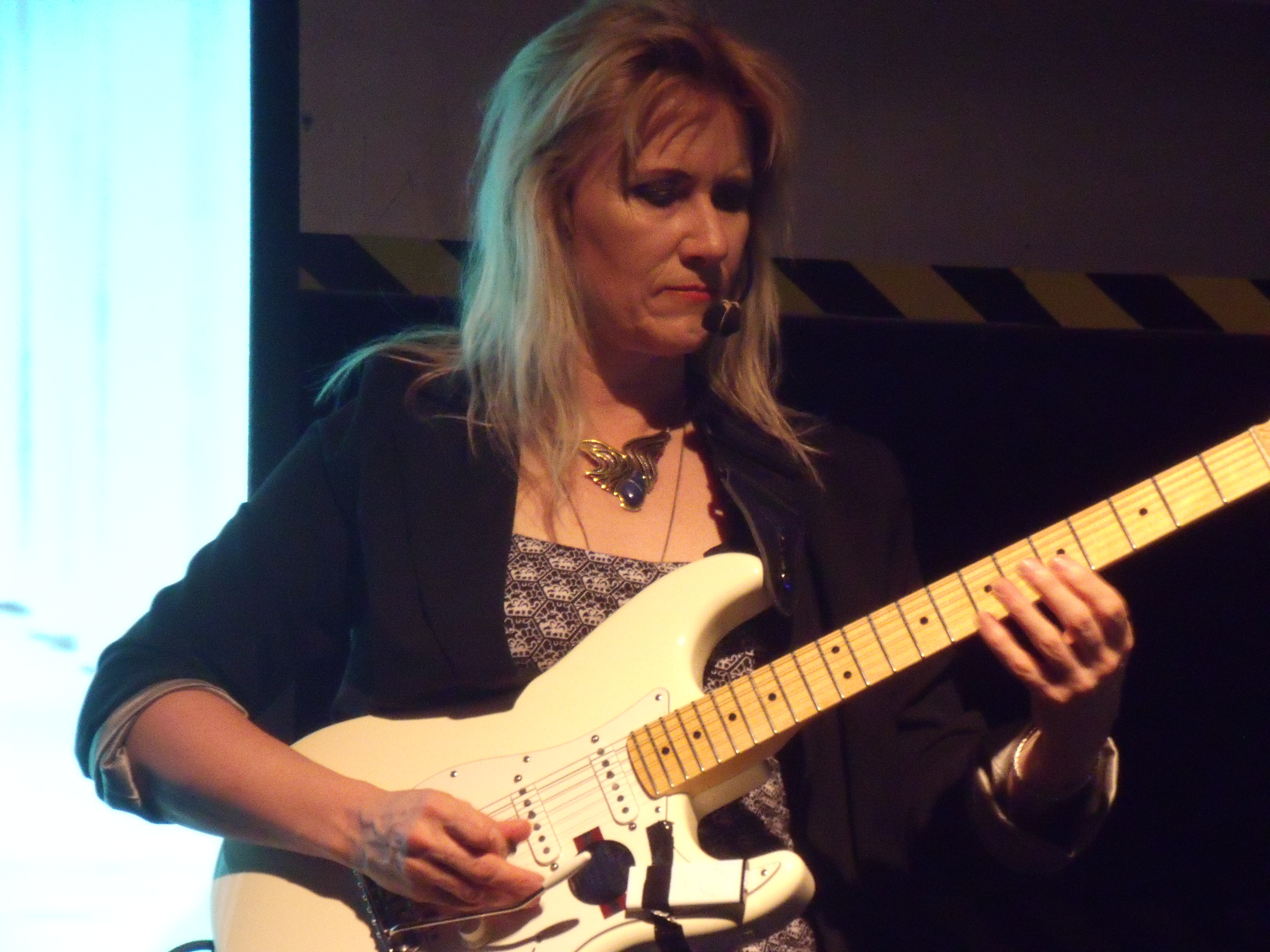
Jennifer Batten, une des rares femmes guitaristes de rock dans un milieu très masculin.

La guitare électrique est un instrument en grande majorité joué par des hommes, et qui est fortement associé à la masculinité. Cela se retrouve à la fois dans les concerts, le marketing des marques de guitare ou encore l'atmosphère des magasins de musique, qui contribuent à renforcer l'association entre la guitare électrique et la masculinité. Cette prédominance d'hommes parmi les guitaristes est renforcée, dans le rock notamment, par le peu de place faite aux femmes, qui sont souvent perçues comme étrangères au milieu, voire une menace. Mary Ann Clawson indique que dans les groupes de punk et de rock alternatif, les femmes ont réussi à occuper le poste de bassiste, mais pas celui de guitariste, l'instrument étant monopolisé par les hommes.